# Taylors Falls (Minnesota)
Taylors Falls es una ciudad ubicada en el condado de Chisago en el estado estadounidense de Minnesota. En el Censo de 2010 tenía una población de 976 habitantes y una densidad poblacional de 85,84 personas por km².

## Geografía
Taylors Falls se encuentra ubicada en las coordenadas 45°24′21″N 92°40′24″O / 45.40583, -92.67333. Según la Oficina del Censo de los Estados Unidos, Taylors Falls tiene una superficie total de 11.37 km², de la cual 10.61 km² corresponden a tierra firme y (6.7%) 0.76 km² es agua.

## Demografía
Según el censo de 2010, había 976 personas residiendo en Taylors Falls. La densidad de población era de 85,84 hab./km². De los 976 habitantes, Taylors Falls estaba compuesto por el 94.36% blancos, el 0.61% eran afroamericanos, el 0.72% eran amerindios, el 2.46% eran asiáticos, el 0% eran isleños del Pacífico, el 0.41% eran de otras razas y el 1.43% pertenecían a dos o más razas. Del total de la población el 0.51% eran hispanos o latinos de cualquier raza.